# Stade municipal Castor-Cifuentes
Le stade municipal Castor-Cifuentes (en portugais : Estádio Municipal Castor Cifuentes), également surnommé Penidão, est un stade de football brésilien situé dans la ville de Nova Lima, dans l'État du Minas Gerais.
Le stade, doté de 5 160 places et inauguré en 1930, sert d'enceinte à domicile à l'équipe de football du Villa Nova Atlético Clube.
Le stade porte le nom de Castor Cifuentes, ancien président du Villa Nova AC entre 1932 et 1935.

## Histoire
Le stade, surnommé le Alçapão do Bonfim (d'après le quartier de Bonfim situé à l'est du centre-ville), porte également le surnom de Penidão (en hommage à Vitor Penido, ancien maire de la ville ayant fait rénover le stade en 1989).
En 1978, Mineração Morro Velho, propriétaire du terrain du stade, en fait don au Villa Nova AC, alors dirigé par le président Jairo Gomes.
Le 17 avril 1982 sont inaugurés les projecteurs lors d'une victoire 2-1 du Villa Nova AC contre Palmeiras.
Le 27 octobre 1985, une violente bagarre éclate lors d'un match entre le Villa Nova AC et l'América Mineiro (défaite 1-0 du Villa Nova). Le stade est alors exproprié par la municipalité de la ville et fermé durant plusieurs années.
Après la rénovation de 1989, le stade est inauguré le 15 octobre 1989 lors d'une défaite 1-0 du Villa Nova AC contre le Guarani EC (le buteur étant Formiga). Ce match est joué devant 15 000 spectateurs, ce qui reste encore à ce jour le record d'affluence au stade.
En 2011, le stade reçoit environ 8 000 sièges ayant été retirés du Mineirão de Belo Horizonte, en raison des rénovation majeures de ce dernier en préparation de la coupe du monde 2014.